# Varga József (bemondó)
Varga József (Abony, 1929. december 21. – Budapest, 1981. május 28.) magyar tévébemondó, műsorvezető, kommentátor.

## Tanulmányai
Szülőhelyén, Abonyban végezte el az általános iskolát, majd Budapesten megszerezte a gimnáziumi érettségit. Újságírói tanulmányokat folytatott, s ilyen végzettséget szerzett.

## Pályafutása

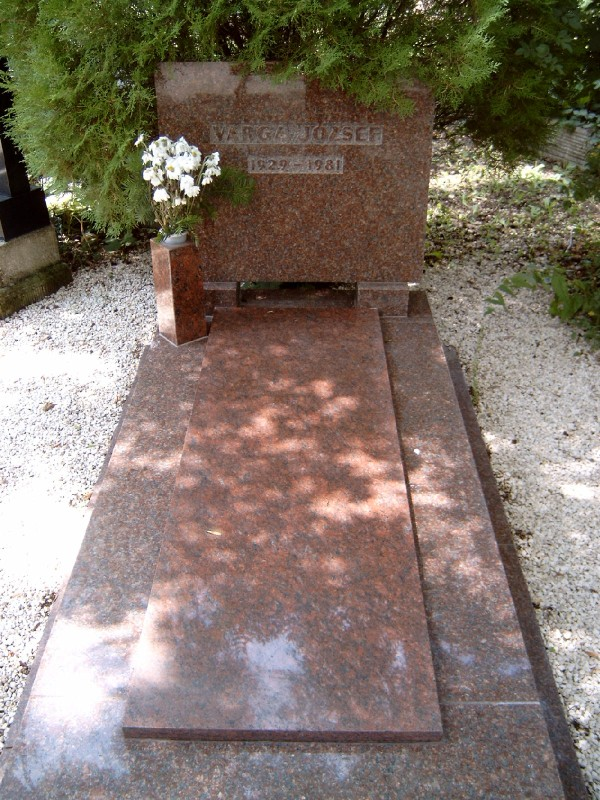
Varga József sírja Budapesten. Farkasréti temető 36/1-1-59

1949-től 1952-ig a Friss Újságnál működött újságíróként. Szép orgánuma miatt a Magyar Rádió bemondója 1952-1960 között, majd a Magyar Televízió hőskorának egyik közkedvelt bemondója lett (1958-1981), s ugyancsak itt hírolvasó bemondó is volt (1960–1970). A TV Híradó munkatársaként belpolitikai kommentátor, műsorvezető, főmunkatárs (1970–1981) volt. A TV Híradó felfedezte benne az egyedi, sajátosan fanyar személyiséget, amivel szinte új műfajt – „a hétköznapi történések tévé-jegyzetét” - teremtett meg a hírmagyarázataiban. Sokoldalúságát az 1960-as, 1970-es évek szilveszteri szórakoztató műsoraiban is bizonyította. Munka közben lett rosszul, s rövid szenvedés után infarktusban halt meg 51 évesen.

## Működése

### Hír- és külpolitikai műsorok bemondója
- A TV jelenti
- Fórum
- Parabola
- TV Híradó

### Ismeretterjesztő sorozatok narrátora
- Haladás
- Integrál
- Iskolatévé
- Képes krónika
- Képzőbűvészet (Rodolfo bűvésziskolája)
- Logika és az automaták
- Szovjetunió

### Konferanszié
Intervíziós gálaműsorok és szilveszteri műsorok állandó konferansziéja volt.
- Ismerős hangok (Kovács Katival együtt)
- Sztárparádé – paródiafesztivál (1968)
- Táncdalfesztivál (1966; 1967; 1968)

### Filmjei
- Álljon meg a menet! (Játékfilm, önmagát alakította benne.)
- Benda színész és a többiek (1966)
- A százegyedik szenátor III (1967)

## Díjai
- Kazinczy-díj
- több kormánykitüntetés